# Международная воздухоплавательная выставка
Международная воздухоплавательная выставка — первая в Российской империи международная авиационная выставка. На ней были массово представлены достижения авиации Российской империи и других стран начала XX века — дирижабли и аэропланы. Проводилась дважды в 1911 и 1912 годах.

## История проведения
Первая Международная воздухоплавательная выставка проходила с 10 по 27 апреля 1911 года в Михайловском манеже в Санкт-Петербурге (c 23 апреля по 10 мая по григорианскому календарю). Организатором выставки выступило Русское техническое общество. За все время работы выставку посетило более 200 тыс. человек. Выставка имела огромный успех и привлекла внимание всех крупных производителей аэропланов — как русских, так и зарубежных.
На выставке работало жюри, которое оценивало представленные участниками экспонаты. В докладной записке полковника С. А. Ульянина о выставке говорилось, что из всех представленных русских аэропланов «…заслуживает внимания аэроплан Гаккеля, приспособленный для спуска на воду…» Его гидросамолёт получил серебряную медаль от жюри выставки. Поощрительный отзыв за способы создания газоводонепроницаемых тканей получил русский учёный М. М. Поморцев.
Одновременно, с 25 по 30 апреля 1911 в Санкт-Петербурге под председательством Н. Е. Жуковского проходил I Всероссийский воздухоплавательный съезд.
Вторая Международная воздухоплавательная выставка проходила с 25 марта по 8 апреля 1912 года в Военном манеже в Москве. Её организовало Московское общество воздухоплавания, инициатором создания которого был «отец русской авиации» Н. Е. Жуковский. В состав экспертной комиссии выставки входили Н. Е. Жуковский, С. А. Чаплыгин, А. П. Гавриленко и ряд других учёных.
Одним из экспонатов на Второй выставке был шестицилиндровый биротативный двухтактный авиационный двигатель Уфимцева. Жюри выставки присудило Уфимцеву большую серебряную медаль. «За прекрасную теоретическую разработку проекта» жюри выставки присудило малую золотую медаль студенту ИМТУ Б. Н. Юрьеву, который построил геликоптер (вертолёт). Подобные моторы и самолёты за границей тогда ещё и не проектировались. А большими золотыми медалями были отмечены успехи Петербургского политехнического института в подготовке специалистов по воздухоплаванию — «за прекрасную постановку преподавания по воздухоплаванию и лабораторные работы», а также аэродинамическая лаборатория и студенческий воздухоплавательный кружок ИМТУ «за деятельность по разработке проектов летательных аппаратов, научных вопросов по воздухоплаванию и лабораторных работ».